# Фриз, Бренда
Бре́нда Фриз (англ. Brenda Frese; 30 апреля 1970 года) — бывшая американская баскетболистка. В настоящее время является главным тренером в NCAA.

## Биография
Бренда Фриз родилась в 1970 году. В конце 1980-х годов Бренда окончила общественную среднюю школу «Washington High School», что в Сидар-Рапидсе (штат Айова, США).
Бренда начала профессиональную карьеру баскетболистки в конце 1980-х годов. В 1989—1993 года Фриз играла в аризонском баскетбольном клубе. С 1994 года она была помощником главного тренера в нескольких баскетбольных команд NCAA. С 1999 года Бренда стала самостоятельно тренировать баскетбольные команды университетов в США.
С 2005 года Бренда замужем за Марком Томасом. У супругов есть сыновья-близнецы — Маркус Уильям Томас и Тайлер Джозеф Томас (род.17.02.2008).